# Tito Paris
Tito Paris (wym. [ˈtitu ˈpaɾiʃ]), właśc. Aristides Paris (ur. 30 maja 1963 w Mindelo) – muzyk z Republiki Zielonego Przylądka. Śpiewa oraz gra na gitarze i basie. Przedstawiciel muzyki luzofońskiej, doskonale mieszający stylistykę morny, coladeiry i funany ze współczesną muzyką portugalską jak i szeroko pojętą world music. Występował m.in. z Anną Marią Jopek. W wieku 19. lat na stałe przeniósł się do Portugalii, ale nierzadko wraca do rodzinnych stron.